# Carl Christian Furuträd
Carl Christian Furuträd, född 29 september 1764 i Halmstad, död 8 juni 1808 i Stockholm, var en svensk sekreterare, miniatyrmålare och silhuettör.
Han var son till borgmästaren Carl Gustaf Furuträd och Charlotta Johanna Möller. Furuträd studerade konst vid Konstakademien i Stockholm och medverkade i akademiens konstutställningar 1790 och 1792. Efter studierna anställdes han som  sekreterare vid Postverket. År 1798 vistades han på Åland där han annonserade sig som miniatyrmålare, sigillgravör, kattunstryckare och silhuettklippare. Furuträd är representerad med en etsning på Nationalmuseum i Stockholm.